# 西藤中央公園
西藤中央公園（にしふじちゅうおうこうえん）は、群馬県太田市にある公園である。
- ロックバンドback numberの楽曲では「西藤公園」としてタイトル名となっており、当市出身のボーカル・ギターの清水依与吏が学生時代によくこの公園に来ていた。
- 地元民も正式名称の「西藤中央公園」ではなく「西藤公園」と呼んでいる。
- 公園裏に駐車場があるが、とても狭いので大型の車での来場は厳しい。夏場は駐車場の木から鳥の糞が大量に落下してくるので、長時間の駐車はあまり好ましくない。

## 所在地
- 群馬県太田市藤阿久町493-1

## 周辺
- ぐんま国際アカデミー初等部
- 群馬県立太田高等学校
- 富士重工業健康保険組合太田記念病院
- 群馬県道2号前橋館林線・群馬県道323号鳥山竜舞線

| スタブアイコン | サブスタブ | この項目は、まだ閲覧者の調べものの参照としては役立たない、群馬県に関連した書きかけの項目です。この項目を加筆・訂正などしてくださる協力者を求めています（P:日本の都道府県/群馬県）。 |

座標: 北緯36度17分36秒 東経139度21分30秒 / 北緯36.29333度 東経139.35833度